# Barco de Mármol

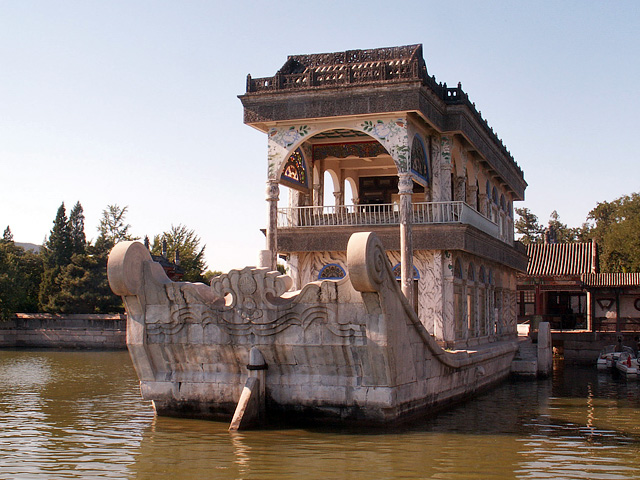
Vista frontal.

El Barco de Mármol (en chino, 石舫; pinyin, Shí Fǎng), también conocido como Barco de la Claridad y el Confort (Qing Yan Fǎng) es un pabellón situado en los jardines del Palacio de Verano en Pekín (República Popular China). El pabellón mide 36 m de longitud y se encuentra en la orilla noroeste del lago Kunming, cerca del extremo oeste del Gran Corredor.
Fue erigido por primera vez en 1755,  durante el reinado del emperador Qianlong. El pabellón original estaba formado por una base de grandes bloques de piedra que sostenían una superestructura de madera que seguía un diseño tradicional chino.
El pabellón resultó destruido en 1860 por fuerzas anglofrancesas, durante la segunda guerra del Opio. Fue restaurado en 1893 por orden de la Emperatriz Viuda Cixí. En esta restauración se diseñó una nueva superestructura de dos pisos que incorporaba elementos de la arquitectura europea. Al igual que en su predecesor la nueva superestructura está hecha de madera pero su pintura imita el mármol. Hay un gran espejo en cada "cubierta" y a cada lado del barco que sirve para reflejar las aguas del lago y dar una impresión de inmersión total en el medio acuático además de permitir contemplar el lago en todas direcciones mientras se toma té. Ruedas de paletas de imitación situadas a cada lado del pabellón hacen que recuerde a un vapor de ruedas. El pabellón tiene un sofisticado sistema de drenaje que canaliza el agua de lluvia a través de cuatro pilares huecos. Finalmente el agua es arrojada al lago por la boca de cuatro cabezas de dragón.
El diseño en forma de barco del pabellón puede deberse a una cita de Wei Zheng, ministro de la dinastía Tang famoso por sus sinceros consejos. Se dice que le comentó al emperador que "las aguas que llevan el barco pueden también volcarlo", insinuando que la gente puede apoyar a un emperador pero también puede, de la misma manera, derribarlo [cita requerida]. Teniendo esto en cuenta es posible que el Emperador Qianlong decidiese construir el Barco de Mármol sobre una sólida base de piedra para indicar que la Dinastía Qing no sería derrocada [cita requerida].
El Barco de Mármol es visto a menudo como un elemento irónico dado que el dinero usado para restaurar el Palacio de Verano provino sobre todo de fondos destinados a la construcción de una nueva armada imperial. El dirigente del almirantazgo, el príncipe Chun, debía mucho de su posición social así como de su nombramiento a la Emperatriz Viuda, que había adoptado a su hijo mayor para que se convirtiera en el Emperador Guangxu. Este fue el motivo de que seguramente no viera otra posibilidad que la de aprobar dicha malversación.